# Tylopelta
Tylopelta ist eine Gattung von Buckelzikaden der Unterfamilie Membracinae. Die Gattung ist in Nord- und Südamerika verbreitet und es sind drei Arten bekannt.
Die Zikaden haben einen kompakten Körperbau, sie sind meist braun, manchmal schwarz oder fleckig, die Oberfläche ist mit Runzeln und kurzen Haaren bedeckt.  Das Pronotum ragt über die Abdomenspitze hinaus, hat vorne eine runde Erhebung und dahinter zwei weitere, die stufenweise niedriger als die vorderste sind. An den Seiten befinden sich je zwei dorsolaterale Leisten (Carinae). Die Vorderflügel sind schwarzbraun mit hellen Flecken. Die Tibien der Vorder- und Mittelbeine sind abgeflacht.
Typopelta ist nahe mit der Gattung Erechtia verwandt.
- T. gibbera  (Stål, 1869) ist die am besten bekannte Art der Gattung, sie ist auch unter dem Namen T. americana (Goding, 1893) beschrieben. Diese Art ist weit verbreitet in den USA (Arizona, Texas, Alabama, Arkansas, Florida, Georgia, Kentucky, Louisiana, Maryland, Missouri, Mississippi, North Carolina, South Carolina, Tennessee, Virginia)[4] und kommt auch in Mexiko, Panama, Honduras, Costa Rica, Brasilien und Guatemala vor.[2] Körperlänge: 2,8 bis 3,2 mm.[2]

- T. monstrosa (Fairmaire, 1846) ist aus Brasilien und Kolumbien bekannt. ca. 3 mm.[1]

- T. obscura Strümpel, 1974 ist aus El Salvador, Honduras und Nicaragua beschrieben. Körperlänge ca. 3 mm.[2]

Biologie: Die Zirpen saugen Phloem an Pflanzen der Familie Clusiaceae, Fabaceae, Malpighiaceae, Melastomaceae, Asteraceae und Monimiaceae. Die Weibchen legen ihre Eier in Pflanzenstängel und geben dann ein weißes schaumiges Exkret darüber, das wohl dem Schutz dient. Ein Gelege besteht aus ca. 46 Eiern. Die Nymphen werden von Ameisen besucht, die den Honigtau sammeln.
Tiere der Gattung Tylopelta gelten als Schädlinge bei Straucherbsen.

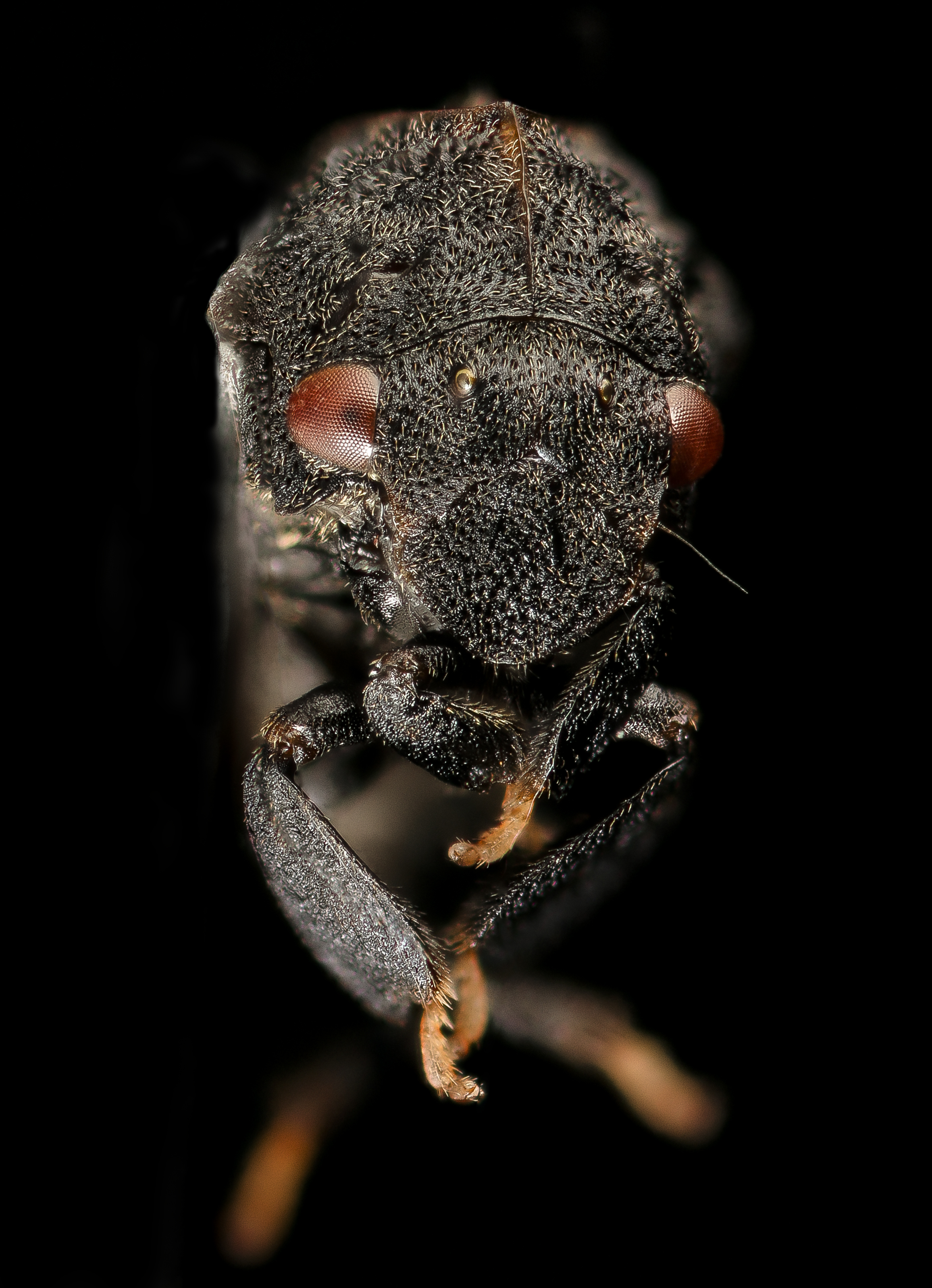
Tylopelta gibbera, Männchen von vorne